# Мача (комуна)
Мача (рум. Macea) — комуна у повіті Арад в Румунії. До складу комуни входять такі села (дані про населення за 2002 рік):
- Мача (3969 осіб) — адміністративний центр комуни
- Синмартін (2200 осіб)

Комуна розташована на відстані 431 км на північний захід від Бухареста, 23 км на північ від Арада, 69 км на північ від Тімішоари.

## Населення
За даними перепису населення 2002 року у комуні проживали 6169 осіб.
Національний склад населення комуни:
| Національність   | Кількість осіб | Відсоток |
| ---------------- | -------------- | -------- |
| румуни           | 5281           | 85,6%    |
| цигани           | 514            | 8,3%     |
| угорці           | 204            | 3,3%     |
| німці            | 136            | 2,2%     |
| словаки          | 19             | 0,3%     |
| українці         | 7              | 0,1%     |
| італійці         | 2              | < 0,1%   |
| росіяни-липовани | 1              | < 0,1%   |
| серби            | 1              | < 0,1%   |
| болгари          | 1              | < 0,1%   |
| греки            | 1              | < 0,1%   |
| євреї            | 1              | < 0,1%   |

Рідною мовою назвали:
| Мова             | Кількість осіб | Відсоток |
| ---------------- | -------------- | -------- |
| румунська        | 5513           | 89,4%    |
| циганська        | 318            | 5,2%     |
| угорська         | 176            | 2,9%     |
| німецька         | 126            | 2,0%     |
| словацька        | 18             | 0,3%     |
| єврейська (їдиш) | 7              | 0,1%     |
| українська       | 6              | 0,1%     |
| італійська       | 2              | < 0,1%   |
| російська        | 1              | < 0,1%   |
| грецька          | 1              | < 0,1%   |

Склад населення комуни за віросповіданням:
| Релігія            | Кількість осіб | Відсоток |
| ------------------ | -------------- | -------- |
| православні        | 4831           | 78,3%    |
| адвентисти         | 413            | 6,7%     |
| римо-католики      | 392            | 6,4%     |
| баптисти           | 241            | 3,9%     |
| п'ятдесятники      | 205            | 3,3%     |
| реформати          | 32             | 0,5%     |
| греко-католики     | 23             | 0,4%     |
| бретрени           | 13             | 0,2%     |
| не релігійні       | 8              | 0,1%     |
| лютерани           | 3              | < 0,1%   |
| юдеї               | 1              | < 0,1%   |
| не вказали релігію | 4              | 0,1%     |